# Каслхейвен
Каслхейвен (англ. Castlehaven; ирл. Gleann Bhearracháin) — деревня в Ирландии, находится в графстве Корк (провинция Манстер).
Население — 1189 человек (по переписи 2006 года).